# 李子淵
李 子淵（り しえん、イ・ジャヨン、1003年 - 1061年）は、高麗の門閥貴族。字は若冲。諡号は章和。

## 人物
1024年に科挙に首席で及第、初職としては良醞令を授けられ、御書院、史館、秘書省を経て、監察御史、右補闕、中枢院、内史門下省（中書門下省の前身）、御史台、右散騎常侍と順調に昇進し、さらには文宗の岳父として吏部尚書、参知政事、内史侍郎平章事、門下侍郎平章事を歴任、1055年には門下侍中、判尚書吏部事となって朝廷の首班に上り詰めた。1058年には首相として式目都監使を兼任した。
李仁老の「破閑集」や、李氏朝鮮時代の新増東国輿地勝覧には、子淵の使宋に関する逸話が残されている。子淵は潤州の甘露寺を訪れ、帰国後に開京の郊外に同名の寺院を模倣して建立し、義天の高弟である恵素がその絶景を詠み、親交のあった金富軾が次韻し、それを聞いた人々が和韻したものが数千篇にも上ったという。

## 係累
祖先の李許奇は新羅の高官で、唐の皇帝から李姓を下賜され、子孫の李許謙が邵城伯に封じられ、仁州（現在の仁川）に移住し、仁川李氏の祖となった。子淵はその孫である。父親の李翰の長姉（子淵の伯母）は金殷傅に嫁ぎ、顕宗の外戚として台頭し、李子淵も王妃の従兄弟となった。
三人の娘が文宗の王妃となり、長女の仁睿太后李氏は順宗、宣宗、粛宗の母となった。また三男の李碩の娘の思粛王后は献宗の母であり、幼帝に代わって摂政を務めた。